# Ібаньєс-Фернандес Арнальдо Франціскович
Арна́льдо Франціскович Іба́ньєс-Ферна́ндес (29 січня 1927, Сантандер, Іспанія — 16 травня 2005, Київ) — радянський, український режисер-документаліст. Заслужений діяч мистецтв УРСР (1987). Лауреат Державної премії України ім. Т. Г. Шевченка (1985).
Народився 29 січня 1927 року у місті Сантандер, Іспанія, в родині робітника. З 1937 р. живе і працює в Радянському Союзі. Закінчив кінознавчий та операторський факультети Всесоюзного державного інституту кінематографії (1952). З 1952 р. — режисер студії «Укркінохроніка».

## Фільмографія
Створив фільми:
- «Творчість юних» (1954),
- «Тепло рідного дому» (1960),
- «Золотий м'яч»,
- «Сім кольорів райдуги» (1962),
- «Ми — спортсмени-парашутисти» (1964, нагорода Міжнародного фестивалю авіаційних фільмів у м. Віші — «Золоте крило»),
- «Люди над хмарами» (1965, Золота медаль І Всесоюзного фестивалю спортивних фільмів 1966 р., дипломи міжнародних кінофестивалів у Лейпцигу, Обергаузені, Скопле, Празі; Вищий приз Олімпійського Комітету Італії на Міжнародному фестивалі спортивних фільмів 1967 р. в Кортіна д'Ампеццо),
- «Планеристи» (1966),
- «Волонтери революції» (1967),
- «Іду до тебе, Іспаніє!» (1969, Перший приз серед повнометражних документальних стрічок IV Всесоюзного кінофестивалю, Мінськ, 1970),
- «Пам'ятаємо…» (1970),
- «Приречене чудовисько» (1971),
- «Я — партизан України»,
- «Від кожного з нас»,
- «Великий хліб» (у співавт., Диплом VII Всесоюзного кінофестивалю, Баку, 1974),
- «Повернення Петра Топчія»,
- «Ми переможемо! Уепсегетоз!» (1974),
- «Бабусі, дідусі і … всі ми» (1977),
- «Залишіть адресу» (1978),
- «Орлятко» на марші" (1978),
- «Олімпіада в Україні»,
- «Вісім тактів забутої музики» (приз «Бронзовий Лайконік» за найкращий сценарій у Кракові, 1982),
- «Салют, камарада Іван!» (1980),
- «Легендарний Клим» (1981),
- «Адреса мільйонів» (1982),
- «Тривожне небо Іспанії» (1984),
- «П'ята висота» (1986),
- «Червона ягода чорної кави»,
- «Сиротами не народжуються» (1987) та ін.,

близько 200 номерів кіножурналів «Радянська Україна», «Молодь України», «Піонерія», «Радянський спорт» тощо.
Про нього знято фільм «Кисле вино» (1992) А. Сирих, В. Піки.

## Нагороди
Нагороджений орденом Жовтневої революції, медалями. Член Національної спілки кінематографістів України.